# Vester Hjermitslev Kirke
Vester Hjermitslev Kirke er en kirke i Vester Hjermitslev Sogn i det tidligere Hvetbo Herred, Hjørring Amt nu Jammerbugt Kommune i Vendsyssel.
Kor og skib er opført i romansk tid af granitkvadre over hulkantsokkel. Den retkantede norddør og rundbuevinduerne i det nordlige murværk er bevaret. Tårnet er opført omkring 1500 af munkesten og genanvendte kvadre, gavlene har blændingsdekorationer med rødkalket bund.
Kirken fik indbygget krydshvælv omkring 1500, korbuen blev formodentlig omsat til spidsbue ved samme lejlighed. Alterbordet dækkes af et renæssancepanel. Altertavlen i barok er fra omkring 1700; i midterfeltet er indsat en gammel tavle med nadverordene. Det oprindelige midterfelt fra omkring 1700 er nu ophængt i koret; på billedet ses Jesus med tolderen og farisæeren. Et tilsvarende maleri findes i Ingstrup kirke. Altertavlen har desuden haft to andre malerier i midterfeltet, det ene er en kopi efter Bloch, begge er nu ophængt i tårnrummet. På skibets nordvæg er ophængt et korbuekrucifiks fra omkring 1500, på det afkvistede korstræ er der forneden svajede sidegrene, som bærer figurer af Jomfru Maria og Johannes. Prædikestolen i renæssance er fra omkring 1600. I felterne ses relieffer fra Jesus historie, desuden ses navnene præst Jens Jørgensen og hans forældre sognepræst Jørgen Jensen og hustru. Ved tårnbuen står en Mariafigur.
Den romanske døbefont af granit har glat kumme på pyramidestubfod.

## Eksterne kilder og henvisninger
- Wikimedia Commons har flere filer relateret til Vester Hjermitslev Kirke
- Efter Nordenskirker.dk Arkiveret 14. september 2011 hos  Wayback Machine (tilladelse fra Hideko Bondesen)
- Vester Hjermitslev Kirke på KortTilKirken.dk